# 陳朝寶
陳朝寶（1948年9月24日—）是台灣的漫畫家、畫家。出生於彰化縣田中鎮。

## 人物
- 曾將蒙娜麗莎這幅達文西的名作改畫成一隻猴子打扮成的蒙娜麗莎的模樣，題名為猴娜麗莎。
- 也極富禪意地畫了許多空靈的畫作：一個大圓圈，上做一個入定的僧人，全幅空無一物。

## 簡歷
- 高中二年級時獲彰化縣文藝比賽美術組冠軍。
- 初、高中時，接受鄭治平、劉伯鑾、朱廷獻的指導，在水彩、素描、藝術觀、水墨畫、書法上獲得相當大的助益。
- 1972年 - 在《皇冠雜誌》發表作品。
- 1973年 - 作品巳散見於各種雜誌。
- 1976年 - 正式任職《聯合報》特約時事漫畫專欄作家。
- 1979年 - 首次個人水墨畫展於台北美國文化中心。同年「陽光小集」成立，陳朝寶是詩社成員。
- 1980年 - 出版《陳朝寶水墨畫集》、《都是夏娃惹的禍》、《神仙俠客可憐蟲》。
- 1981年 - 榮獲《中國畫協會》金爵獎，一幅名為《你需要援助嗎？》的漫畫經美聯社電傳至世界各主要報紙轉載。

```
         個展於台北春之藝廊。
         出版《1978時事漫畫集》、《猴娜麗莎的微笑》、《日本行腳》。
```

- 1983年 - 個展於台北龍門畫廊。

```
         個展於德國Baumler畫廊。
         移居
巴黎
，專事東西繪畫藝術創作，但仍有漫畫專書出版。
         出版《陳朝寶中國畫》水墨畫集。  
```

- 1984年 - 個展於法國巴黎U.B.P.銀行展覽館畫廊。
- 1985年 - 個展於台北市立美術館。

```
         個展於香港藝倡畫廊。
         聯展於法國巴黎Cafe de la paix展覽館。
         出版《漫畫巴黎》。
```

- 1986年 - 個展於法國Gravelines博物館。

```
         個展於美國棕櫚市Harper畫廊。
         個展於台北春之藝廊。
         <F.I.A.P.世界版畫展>於法國巴黎。
```

- 1987年 - 個展於澳大利亞墨爾本東西畫廊。

```
         個展於香港藝倡畫廊。
```

- 1988年 - 個展於敦煌藝術中心。
- 1989年 - 個展於日本東京Genken畫廊。
- 1990年 - 個展於台北皇冠藝文中心。

```
         <S.A.G.A.世界版畫展>於法國巴黎大皇宮。
         <法國獨立沙龍展>於巴黎大皇宮。
```

- 1991年 - 個展於美國棕櫚市Harper畫廊。

```
         個展於高雄積禪藝術中心。
         個展於台北京華藝術中心。
```

- 1992年 - 個展於法國巴黎Arte Viva畫廊。

```
         個展於台北京華藝術中心。
```

- 1993年 - 個展於香港文華酒店Oriental Mandarin畫廊。
- 1994年 - 個展於台北京華藝術中心。

```
         <第三屆法國Chamalieres世界版畫展>於巴黎。
         法國文化中心邀請展於希臘雅典。
```

- 1995年 - 個展<尋佛>於台北觀想文物中心。

```
         個展於台中敦煌藝術中心。
         出版《尋佛》畫集。
```

- 1996年 - 個展<敦煌再現>於台北觀想文物中心。

```
         個展於高雄積禪藝術中心。
         出版《敦煌再現》畫集。
```

- 1997年 - 個展<敦煌系列>於中國北京歷史博物館。
- 2000年 - 個展於法國巴黎法航展覽空間。

```
         出版《女體別册》。
```

- 2002年 - 陳朝寶又回到台灣，已是國際級的大畫家，並受聘於國立台灣藝術大學任教。

```
         個展於香港藝術中心。
```

- 2003年 - 聯展於加拿大渥太華市政府。

```
         出版《巴黎落幕》。
```

- 2004年 - 台北中華民國畫廊博覽會，發表陶雕作品及水墨素描。
- 2005年 - 個展<戲墨人生系列>於台北國父紀念館。

```
         個展於紐約協合畫廊。
```

- 2006年 - 台北國際畫術博覽會。

```
         
新加坡畫廊博覽會
。
         個展<藏寶徒-陳朝寶.他的繪畫藝術世界>於台北悅寶會館。
         出版《藏寶徒-陳朝寶》全記錄畫册。
         出版筆記書第一集《想入非非》第二集《胡思亂想集》。
```

- 2007年 - 個展<風雲再起系列>於北京中國美術館。

```
         個展於澳大利亞墨爾本東西畫廊。
         個展於法國巴黎Galerie Dragon畫廊。
```

- 2008年 - 個展<色.界-陳朝寶女人系列>於台北宇珍國際藝術有限公司。

```
          
中國北京國際美術雙年展
。
```

- 2009年 - 聯展<百年中國藝術>於法國巴黎。

```
         <南非台灣藝術週>文化訪問交流展於約翰尼斯堡。
```

- 2010年 - 兩岸畫家大運河采風聯展於南京江蘇省美術館。

```
         個展<面具魅影-陳朝寶面具系列>於台北宇珍國際藝術有限公司。
```

- 2011年 - <富春山居圖兩岸交流展>於北京
- 2012年 - 個展<天地寛-陳朝寶山水系列作品>於台北宇珍國際藝術有限公司。
- 2013年 - 個展<陳朝寶-變調幻想曲>於台北觀想藝術中心。

```
         個展<觀音三十二相>於台北宏藝術。
         聯展<兩岸同心.海峽兩岸畫家寶島台灣>於山東。
```

- 2014年 - 個展<夏娃.伊甸園>於台北宏藝術。

```
         聯展<丹青.海峽情>於洛陽美術館。
```

## 典    藏
- 法國巴黎國家圖書館
- 台北市立美術館
- 北京中國美術館
- 國立台灣美術館

## 作品一覽
- 都是夏娃惹的禍
- 神仙俠客可憐蟲
- 你需要援助嗎？
- 猴娜麗莎的微笑
- 日本行腳
- 1978時事漫畫集
- 陳朝寶漫畫巴黎（皇冠出版社）
- 女體別册
- 巴黎落幕（未來書城）
- 想入非非集
- 胡思亂想集

## 關於陳朝寶的書
- 飄灑孤飛雁（陳才崑著）